# Dia Internacional de l'Orgull LGBT
El Dia Internacional de l'Orgull LGBTIQ+, Dia Internacional de l'Alliberament LGBTIQ+, o també conegut per sinècdoque com a dia de l'orgull gai o simplement orgull gai (en anglès, gay pride) és una sèrie d'esdeveniments que cada any els col·lectius LGBT+ celebren de forma pública per a vindicar la tolerància i la igualtat de les persones lesbianes, gais, bisexuals, transsexuals, intersexuals, queer i altres orientacions sexuals o identitats de gènere socialment marginades i oprimides. Per bé que «gai» fa referència a homes, aquest terme dona cabuda a tots els col·lectius no heterosexuals i no cisgènere. Tal festa té lloc entorn del 28 de juny o bé el primer dissabte posterior a aquest, data en què es commemoren els aldarulls de Stonewall que van tenir lloc a Nova York (EUA) el 1969 i que es considera que marquen l'inici de l'alliberament homosexual. En alguns països la data original pot canviar en cas de coincidència amb altres esdeveniments locals molt importants (esdeveniments massius, eleccions polítiques o possibilitats de lleis transcendents per als homosexuals).

## Celebració

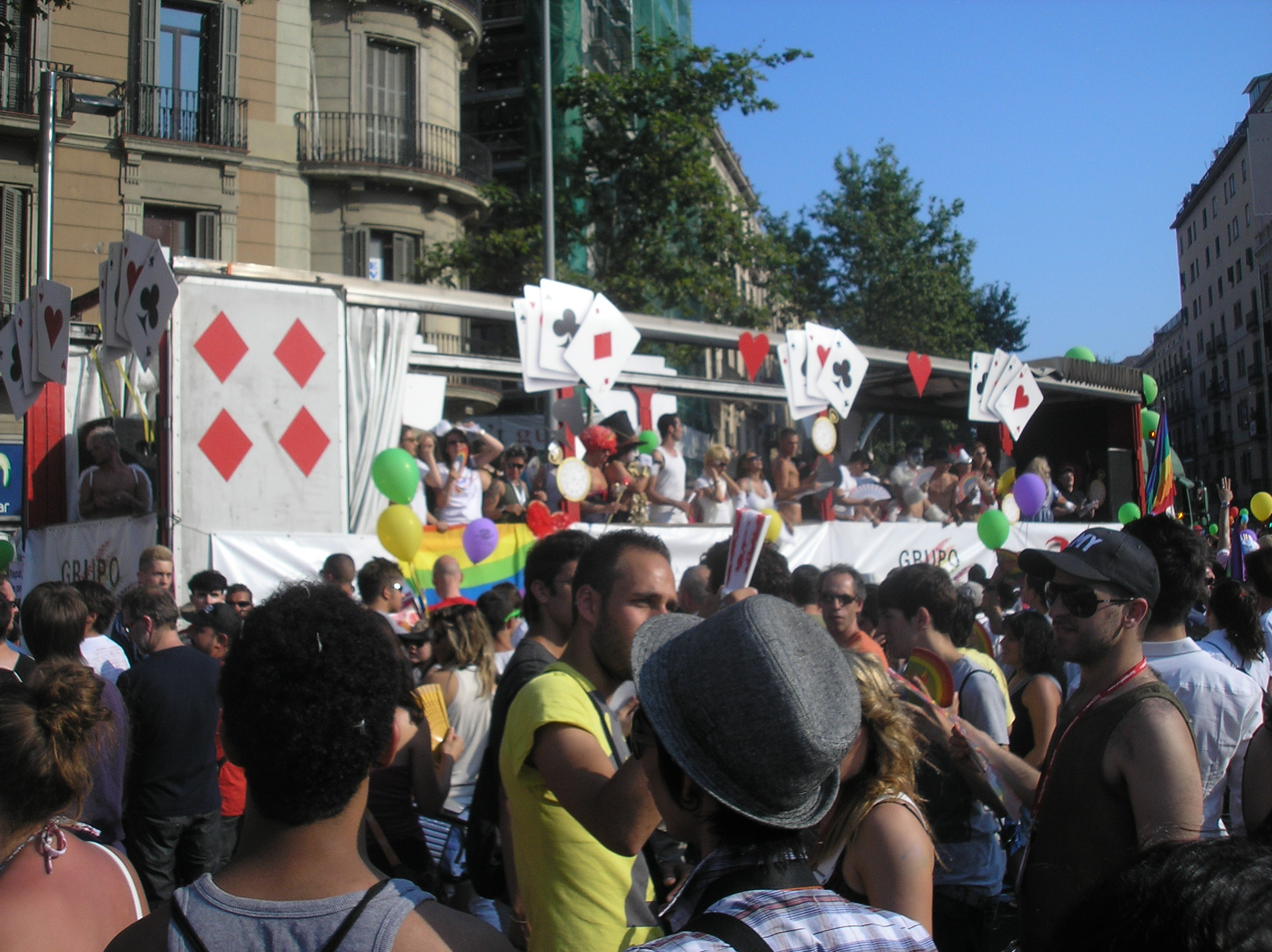
Carrossa del Grupo Arena al Pride Barcelona 2010

La noció bàsica de l'«orgull gai» consisteix que cap persona ha d'avergonyir-se del que és, qualsevol siga el seu gènere o orientació sexual. El terme escollit («orgull») té probablement més sentit, des d'un punt de vista filològic, en anglès que en català. En efecte, la idea que sembla transmetre aquest concepte és més aviat la d'una dignitat intrínseca de cada ésser humà, que no ha de veure's afectada per la seua conducta ni orientació sexuals. En tal sentit, la traducció més correcta hauria de ser dignitat gai.
La celebració es desenvolupa comunament amb coloristes «marxes de l'orgull» (en anglès «pride parades», en francès «marxes de fiertés») que coincidixen, en l'hemisferi nord, amb l'inici de l'estiu. Els símbols de l'orgull gai la bandera gai - amb els colors de l'arc de Sant Martí - i els triangles roses - usats en els camps de concentració nazis per a identificar - s'exhibixen en abundància en aquestes festes. En les celebracions sol donar-se cabuda a activitats que excedixen del marc de la barrila: reivindicacions socials o polítiques que identifiquen als col·lectius participants. Una vegada superades les lleis considerades més discriminatòries en la seua contra per als homosexuals, la creació del matrimonis, o l'establiment de l'homoparentalitat (adopció de fills per homosexuals), són temes recurrents en les festes de l'orgull contemporànies, que en els últims anys, amb la cada vegada major força del moviment social LGTB, han anat polititzant-se fortament, convertint-se en un instrument de pressió política als governs en favor dels col·lectius homosexuals i comptant amb una forta participació de grups autodenominats d'"esquerra", que han assumit les demandes gai com pròpies.
Les desfilades de l'orgull gai, els esdeveniments de l'orgull i els festivals de l'orgull) són esdeveniments específics de celebració d'aquesta cultura; també serveixen com a demostracions dels drets legals, com ara el matrimoni entre persones del mateix sexe. La majoria dels esdeveniments d'orgull ocorren anualment i tenen lloc molts al voltant de juny per commemorar els aldarulls de Stonewall, un moment crucial en el modern moviment de drets LGBT.

## Aldarulls de Stonewall i història
Els aldarulls de Stonewall van consistir en una sèrie de manifestacions espontànies i violentes contra una batuda policial que va tenir lloc a la matinada del 28 de juny de 1969, al bar conegut com a Stonewall Inn del barri novaiorquès de Greenwich Village. Sovint es citen aquests aldarulls com la primera ocasió, en la història dels Estats Units, en què la comunitat LGBT va lluitar contra un sistema que perseguia els homosexuals amb el beneplàcit del govern, i són generalment reconeguts com el catalitzador del moviment modern pro drets LGTB als Estats Units i a tot el món.
Durant les dècades de 1950 i 1960, els gais i les lesbianes nord-americans havien d'enfrontar-se a un sistema legal molt més hostil amb els homosexuals que en molts dels països a l'est del teló d'acer. Tots els estats del país, a excepció d'Illinois, penalitzaven el sexe homosexual consentit entre adults en l'àmbit privat. El 1961 un home adult podia ser acusat de «crim» per mantenir sexe amb un altre adult del mateix sexe de manera consensuada en la privacitat de casa i podia imposar una multa lleugera o arribar a passar entre cinc i vint anys -de vegades fins i tot tota la vida- a la presó. El 1971 vint estats mantenien lleis sobre sexe «psicopàtic» que permetien la detenció d'homosexuals per aquesta raó. En Pennsilvània i Califòrnia, els considerats «ofensors sexuals» podien ser tancats en institucions mentals de per vida i en set estats podien ser castrats. Durant les dècades de 1950 i 1960, la castració, la teràpia emètica, la hipnosi, la teràpia d'electroxoc i les lobotomies eren els mitjans usats pels psiquiatres per intentar «guarir» als homosexuals dels seus desitjos. Els primers grups homosexuals d'EEUU van fomentar una cultura de no confrontació entre homosexuals i heterosexuals en el seu afany per demostrar que les persones homosexuals podien inserir-se en la societat. No obstant això, els últims anys de la dècada de 1960 van ser turbulents causa de la confluència de diverses reivindicacions socials, com el moviment afroamericà pro drets civils (1955-1968), la contracultura dels 60 i les manifestacions contra la guerra. Aquest clima bel·ligerant, al costat del ambient liberal de Greenwich Village, va influir en el desencadenament dels aldarulls de Stonewall.

## Dia de l'Orgull LGBT als Països Catalans

### Catalunya

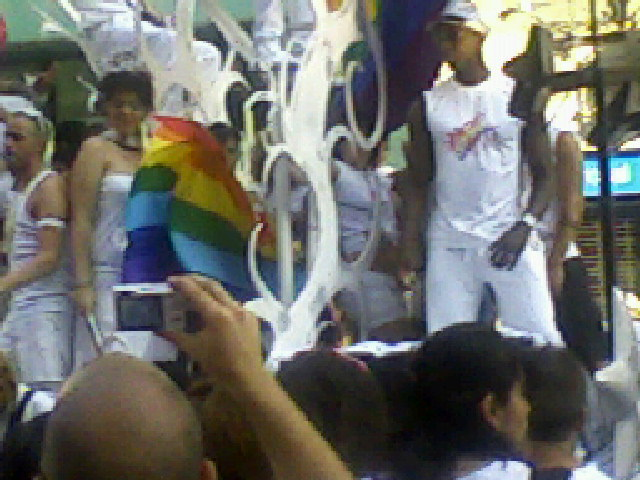
Carrossa del Grupo Arena al Pride Barcelona 2009.

L'any 1933 tingué lloc a Barcelona la marxa de les Carolines en la qual segons l'escriptor Jean Genet una comitiva formada per les Carolines, joves transvestits de la zona, varen desfilar per l'Avinguda del Paral·lel fins a arribar a Les Rambles, on dipositaran un ram de flors en el lloc on hi hagué els urinaris públics freqüentats pel col·lectiu, coneguts com les vespasianes.
El 1977, encara en plena transició democràtica, el Front d'Alliberament Gai de Catalunya va organitzar la primera manifestació d'orgull gai de la península Ibèrica, a la qual van participar entre 4 i 5.000 persones.
A Catalunya, des de fa molts anys, es retola la jornada com la "Dia de l'alliberament lesbià, gai, trans i intersexual". La manifestació, que se celebra el dissabte més pròxim al 28 de juny té un caràcter clarament reivindicatiu i s'allunya de l'esperit comercial d'altres ciutats. Com curiositat, els noms dels col·lectius (gais, lesbianes....) es canvien de posició per a donar un mateix èmfasi a totes les lluites. Els actes s'organitzen per part de les principals associacions de lluita de Catalunya.
Des de l'any 2009 a Barcelona també s'hi celebra el Pride Barcelona, un marxa festiva que recorda més a les desfilades de l'orgull LGBT d'altres ciutats. El primer any va tenir una assistència d'entre 12.500 i 35.000 persones segons les fonts però va provocar una divisió dins el món LGBT barceloní, de manera que es van celebrar dues manifestacions per separat, una el 27 de juny i l'altre el 28.
| Data                | Manifestació                                                                                       | Manifestants segons els convocants | Manifestants segons la Guàrdia Urbana |
| ------------------- | -------------------------------------------------------------------------------------------------- | ---------------------------------- | ------------------------------------- |
| 27 de juny del 2009 | Dia de l'alliberament lesbià, gai, trans i intersexual «Les nostres sexualitats no estan en venda» | 8.000                              | 2.500                                 |
| 28 de juny del 2009 | Pride Barcelona 2009                                                                               | 35.000                             | 12.500                                |
| 26 de juny del 2010 | Dia de l'alliberament lesbià, gai, trans i intersexual «Pel dret al propi cos»                     | ???                                | ???                                   |
| 27 de juny del 2010 | Pride Barcelona 2010                                                                               | 80.000                             | 12.000                                |

L'èxit del Pride Barcelona va fer que el model s'exportés a més ciutats del principat, de manera que l'any 2010 també es va celebrar el Pride Sitges i el Pride Costa Brava a Blanes.

### País Valencià
Al País Valencià destaca una manifestació anual que es duu a terme pels carrers de la ciutat de València sota el nom de Gay Pride Valencia.

### Illes Balears
A les Illes els esdeveniment més important relacionat amb el col·lectiu LGBT són:
- L'Ibiza Gay Pride.[cal citació]
- Els esdeveniments organitzats per l'associació Ben Amics[9][10]

## Oposició

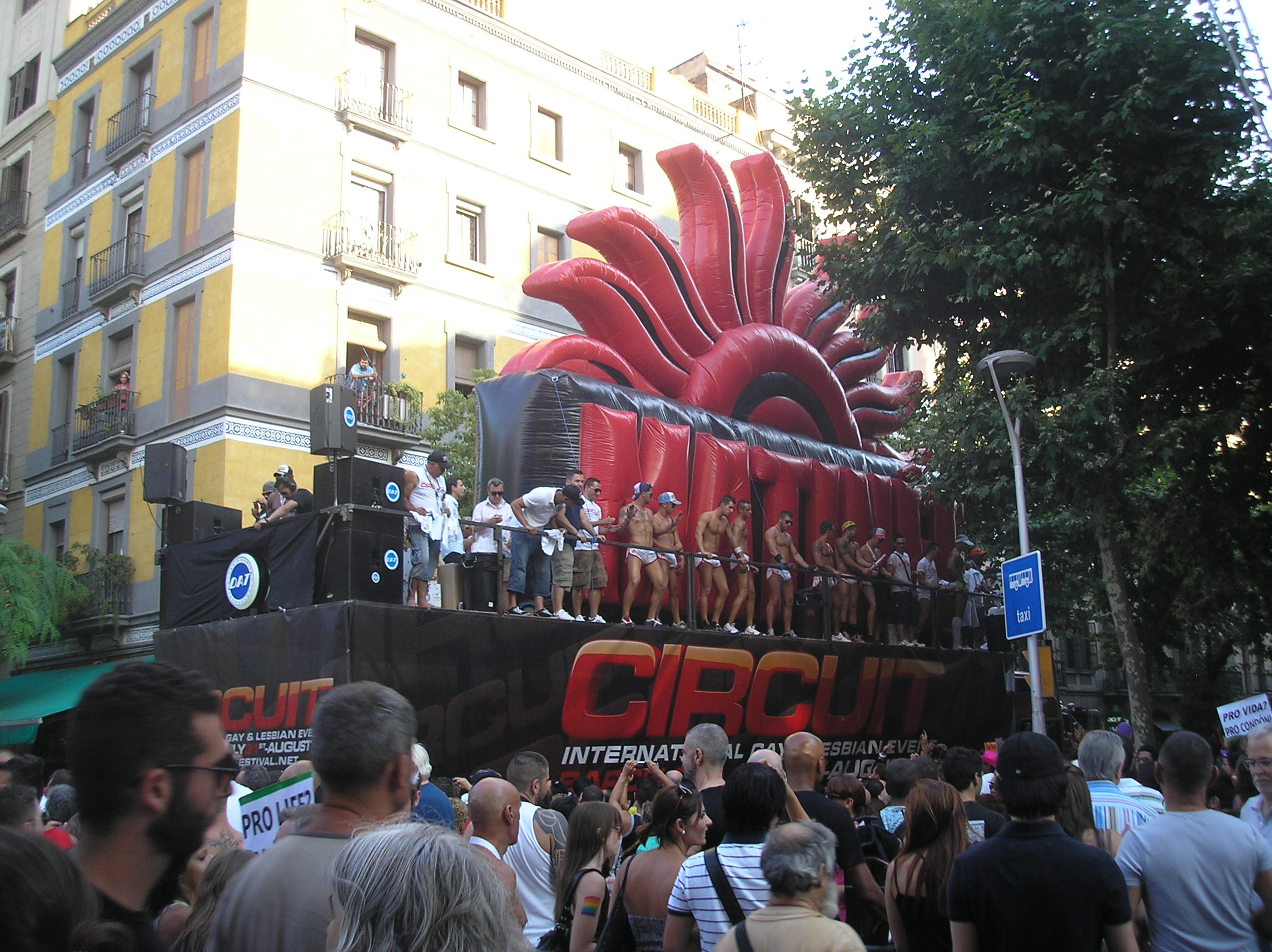
Carrossa de Matinée al Pride Barcelona 2010

Dins la comunitat homosexual alguns rebutgen la noció d'orgull gai, ja que perceben en ella una èmfasi excessiva en l'orientació sexual que no consideren important i una falta de discreció, modèstia i submissió; fet que eventualment podria perjudicar a la moral pública, les creences religioses o fins i tot la mateixa causa dels drets dels homosexuals en fer una reivindicació poc encertada.
Proposen, en canvi, evitar un activisme estrident a fi d'incorporar més fàcilment el discurs per la no diferència dels homosexuals a les idees comunes que marca l'opinió pública. Altres crítics veuen en la noció d'orgull una sort de menyspreu cap a la identitat de cada individu, perquè cadascun -també cada homosexual- viu la seua orientació sexual sense necessitat d'identificar-se amb un estereotip determinat i, per tant, els quals tenen una identitat gai haurien de dur-la més discretament.